# Lena Ek

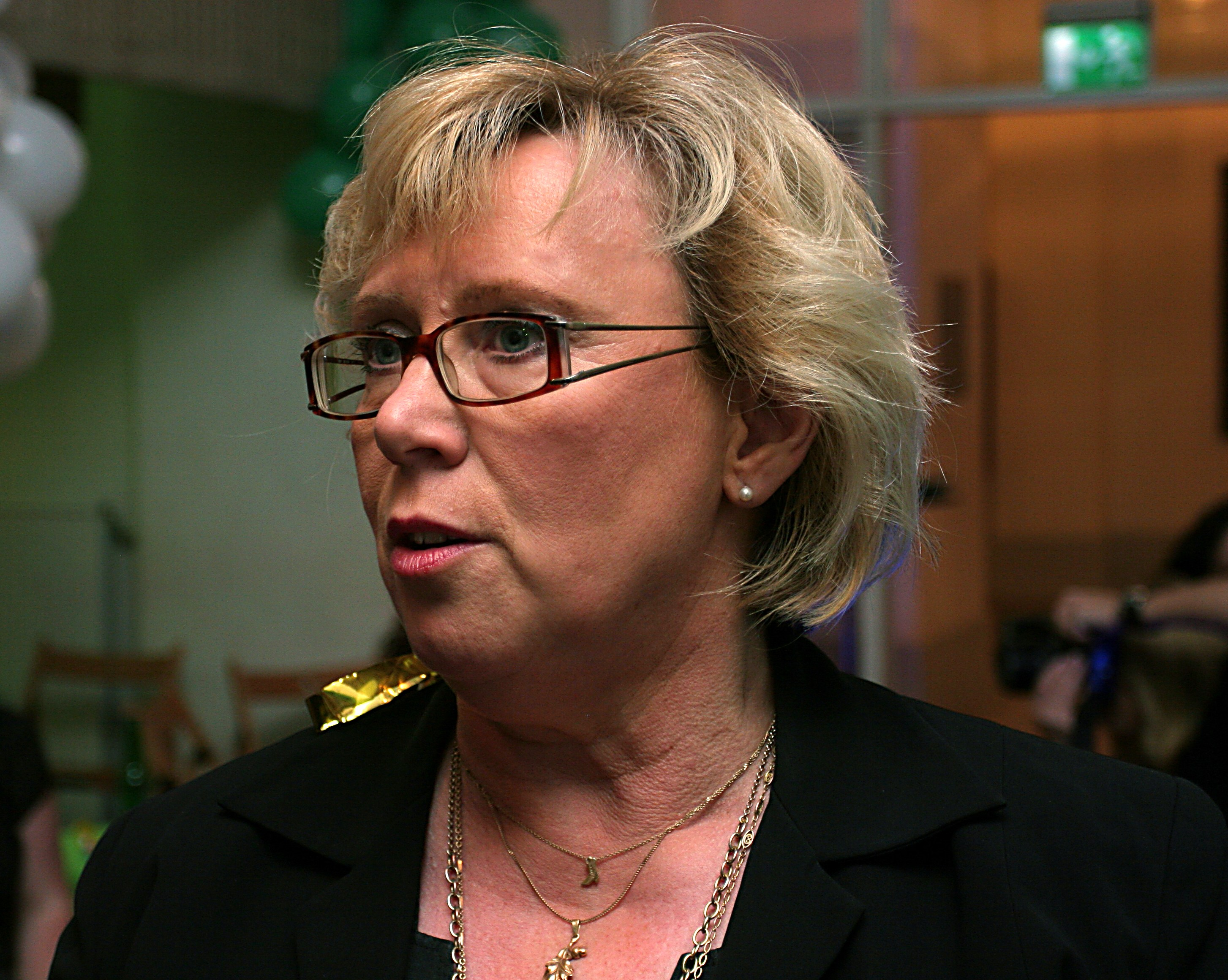
Lena Ek (2009)

Lena Ek (* 16. Januar 1958 in Mönsterås, Småland) ist eine schwedische Politikerin und war zwischen 2004 und 2011 Mitglied des Europäischen Parlaments für die Centerpartiet. Zwischen September 2011 und Oktober 2014 war sie schwedische Umweltministerin.

## Leben
Nach einem Jurastudium war Ek von 1987 bis 1994 als Außerordentliche Universitätslektorin an der juristischen Fakultät der Universität Lund tätig. 1993 bis 1995 war sie Bezirksvorsitzende der Centerpartiet in Östergötlands län. 1994 bis 1998 war sie Gemeinderat der Gemeinde Valdemarsvik, sowie Mitglied des Provinzparlaments (landsting) und Stellvertreterin im Vorstand des Provinzparlaments von Östergötlands län. Seit 1998 ist Ek Mitglied des Parteivorstands der Centerpartiet. Des Weiteren übernahm sie das Amt der Vorsitzenden des Frauenverbands der Centerpartiet, das sie 2000 zugunsten eines Postens als Mitglied im Exekutivausschuss des Parteivorstands aufgab.
Bis 2004 saß sie im Reichstag und war wirtschaftspolitische Sprecherin ihrer Partei, beide Ämter hatte sie seit 1998 inne. 2004 wurde Ek in das Europäische Parlament gewählt. Dort gehörte sie der Fraktion der Allianz der Liberalen und Demokraten für Europa an und ist Mitglied des Vorstands ihrer Fraktion. Am 29. September 2011 wurde sie anstelle von Andreas Carlgren schwedische Umweltministerin.

## Derzeitige Posten als MdEP
- Mitglied im Ausschuss für Industrie, Forschung und Energie
- Mitglied in der Delegation in der Paritätischen Parlamentarischen Versammlung AKP-EU
- Stellvertreterin im Ausschuss für Umweltfragen, Volksgesundheit und Lebensmittelsicherheit
- Stellvertreterin im Ausschuss für die Rechte der Frau und die Gleichstellung der Geschlechter